# Oscar Passet
Oscar Fernando Passet (Santa Fe, 12 ottobre 1965) è un ex calciatore argentino, di ruolo portiere.

## Carriera

### Club
Passet debuttò nel calcio professionistico con la maglia di una società della sua città natale, l'Unión. Il suo primo campionato in massima serie fu la Primera División 1986-1987; dopo aver disputato, da titolare, anche il torneo 1987-1988, il giocatore di Santa Fe venne acquistato dal River Plate. La formazione di Núñez aveva bisogno di un portiere che facesse da riserva ad Ángel Comizzo; la sua prima annata al River Passet la trascorse prevalentemente in panchina, ed ebbe 5 occasioni di scendere in campo; poté comunque fregiarsi del titolo di campione d'Argentina. Ottenne maggior spazio nel campionato seguente, durante il quale fu impiegato in 24 incontri. Passò poi, in vista della Primera División 1991-1992, al San Lorenzo. Con la maglia del nuovo club esordì il 4 ottobre 1992 contro il Rosario Central, nella vittoria per 3-0 del San Lorenzo. Fu dal Clausura 1993 che Passet iniziò a giocare da titolare nel San Lorenzo: per cinque tornei fu sempre presente, con 19 incontri giocati su 19. Inoltre, iniziò a disputare incontri internazionali con maggior frequenza: mentre nel River le presenze nelle coppe sudamericane erano state 5, con il San Lorenzo Passet fu scelto come portiere della squadra anche in tale àmbito. Giocò due edizioni della Coppa CONMEBOL, 1993 e 1994, e nel 1996 tornò, dopo l'esperienza del 1991, in Coppa Libertadores. Fino al 1999 Passet fu l'estremo difensore titolare del San Lorenzo, con la cui divisa superò le 200 presenze in campionato e divenne uno dei giocatori più rappresentativi degli anni 1990. Nel 1999-2000 fece ritorno all'Unión, in cui giocò 36 partite. Passato all'Independiente di Avellaneda, vi disputò 11 gare; si ritirò poi dopo 22 presenze con il Newell's, ottenute nella stagione 2002-2003.

### Nazionale
Passet esordì in Nazionale il 21 dicembre 1995, giocando da titolare l'amichevole di Mendoza tra Argentina e Venezuela, terminata 6-0 per i padroni di casa. Ottenne l'unica altra sua presenza il 24 aprile 1996 contro la Bolivia; l'incontro era valido per le qualificazioni al campionato del mondo 1998 e si tenne al Monumental, stadio di casa del River Plate. Passet vi subì un gol, realizzato da Julio Baldivieso al 42º minuto.

## Statistiche

### Cronologia presenze e reti in Nazionale
| Cronologia completa delle presenze e delle reti in nazionale ― Argentina | Cronologia completa delle presenze e delle reti in nazionale ― Argentina | Cronologia completa delle presenze e delle reti in nazionale ― Argentina | Cronologia completa delle presenze e delle reti in nazionale ― Argentina | Cronologia completa delle presenze e delle reti in nazionale ― Argentina | Cronologia completa delle presenze e delle reti in nazionale ― Argentina | Cronologia completa delle presenze e delle reti in nazionale ― Argentina | Cronologia completa delle presenze e delle reti in nazionale ― Argentina |
| Data                                                                     | Città                                                                    | In casa                                                                  | Risultato                                                                | Ospiti                                                                   | Competizione                                                             | Reti                                                                     | Note                                                                     |
| ------------------------------------------------------------------------ | ------------------------------------------------------------------------ | ------------------------------------------------------------------------ | ------------------------------------------------------------------------ | ------------------------------------------------------------------------ | ------------------------------------------------------------------------ | ------------------------------------------------------------------------ | ------------------------------------------------------------------------ |
| 21/12/1995                                                               | Mendoza                                                                  | Argentina                                                                | 6 – 0                                                                    | Venezuela                                                                | Amichevole                                                               | -0                                                                       |                                                                          |
| 24/04/1996                                                               | Buenos Aires                                                             | Argentina                                                                | 3 – 1                                                                    | Bolivia                                                                  | Qual. Mondiali 1998                                                      | -1                                                                       |                                                                          |
| Totale                                                                   |                                                                          | Presenze                                                                 | 2                                                                        |                                                                          | Reti                                                                     | -1                                                                       |                                                                          |

## Palmarès

### Club

#### Competizioni nazionali
- Campionato argentino: 2

River Plate: 1989-1990
San Lorenzo: Clausura 1995